# زمردماهی لگن‌لکه‌ای
زمردماهی لگن‌لکه‌ای (نام علمی: Pseudocheilinops ataenia) نام یک گونه از خانواده زمردماهیان است.